# Leucocarbo atriceps
Il cormorano imperiale (Leucocarbo atriceps P. P. King, 1828) è un uccello appartenente alla famiglia dei Falacrocoracidi diffuso lungo le coste meridionali del Sudamerica e nelle isole Falkland.

## Descrizione
Lungo circa 63 cm, presenta gola, petto e ventre bianchi, testa, nuca e dorso neri e una vasta cerchiatura orbitale azzurro chiaro.

## Distribuzione e habitat
Vive in Cile, Perù, Argentina e isole limitrofe.

## Tassonomia
Ne vengono riconosciute due sottospecie:
- L. a. atriceps (P. P. King, 1828), diffusa lungo le coste meridionali del Sudamerica;
- L. a. albiventer (R. Lesson, 1831), diffusa nelle isole Falkland.